# Bero Johannis
Bero Johannis, död 1642 i Bottnaryds församling, Skaraborgs län, var en svensk präst. 

## Biografi
Bero Johannis var senast 1593 kyrkoherde i Bottnaryds församling. Han svkrev under Uppsala möte 1593. Han avled 1642 i Bottnaryds församling.

### Familj
Johannis gifte sig med Gunilda Printz. Hon var dotter till domprosten Sveno Printz och var ägare av Gunillaberg. De fick tillsammans barnen kyrkoherden Sven Printz i Fröjereds församling, landshövdingen Johan Printz i Jönköpings län, Elin Printz (1602–1690) som var gift med kyrkoherden Gunnarus Israelis i Bottnaryds församling och Ingeborg Printz som var gift med komministern Petrus Johannis i Bottnaryds församling.